# Pianoconcert (Alnæs)
Eyvind Alnæs voltooide zijn enige Pianoconcert in 1914.
In Europa kwam de klassieke muziek van de 20e eeuw op gang, maar nog niet zo zeer in Scandinavië. Daar bleef men behoudend componeren, meestal gedwongen door de beperkte middelen. Daarbij kwam dat het muziekleven grotendeels in de slagschaduw van Edvard Grieg stond. Alnæs was een beoogd opvolger van Grieg, maar door de armoede in zijn land, kwam zijn muzikale loopbaan als componist nooit geheel van de grond. Dat was ook het geval met zijn enige pianoconcert. Net als Christian Sinding schreef Alnæs talloze stukjes voor piano, maar beider pianoconcerten scoorden niet.
Alnæs schreef in de traditionele romantische stijl zijn driedelig pianoconcert, dat in de verte doet denken aan pianoconcerten van andere componisten, met name Sergej Rachmaninov. Uiteraard dan wel gelardeerd met Noorse franje. De drie delen zijn:
1. Allegro moderato
2. Lento
3. Allegro assai (Tempo di valse)

De eerste uitvoering was weggelegd voor Johanne Stockmarr met het orkest van het Nationaltheatret op 7 februari 1914, nu eens niet geleid door Johan Halvorsen, maar door de componist zelf.
Alnæs schreef zijn pianoconcert voor
- solo piano
- 2 dwarsfluiten, 2 hobo’s, 2 klarinetten, 2 fagotten
- 4 hoorns, 2 trompetten, 3 trombones (3 ook bastrombone),  1 tuba
- pauken
- violen (8 eerste, 7 tweede), 6 altviolen, 5 celli, 6 contrabassen

## Discografie
Het verschil tussen de populariteit van het pianoconcert van Grieg en Alnæs is af te meten aan de discografie. Dat van Grieg is door talloze platenlabels uitgegeven, dat van Alnæs door een. Het betrof de eerste opname van dit pianoconcert ooit:
- Uitgave Hyperion: Piers Lane met het Bergen filharmoniske orkester o.l.v. Andrew Litton, een opname van september 2006 in de Grieghallen in Bergen